# Cancellalata subumbrata
Cancellalata subumbrata là một loài bướm đêm trong họ Geometridae.